# Chytálky
Chytálky jsou osada v Česku, okrese Brno-venkov. 

## Dějiny
Po zrušení kláštera Porta coeli v roce 1782 přešel majetek kláštera do náboženského fondu, ten ho prodával a pronajímal. Hospodářům z Horních Louček byly prodány pozemky, na kterých vznikla „kolonie“ Chytálky. Ta patřila pod Horní Loučky a měla jejich čísla popisná. 
Jméno Chytálky se poprvé objevilo v roce 1718, a to v souvislosti s Chvalovským mlýnem.
Po roce 1882 je osada v katastrálním území Újezd.